# يان ديفيدسون (سياسي جنوب إفريقي)
يان ديفيدسون (بالإنجليزية: Ian Davidson)‏ هو سياسي جنوب أفريقي، ولد في 1951. حزبياً، نشط في التحالف الديمقراطي. وقد انتخب عضو الجمعية الوطنية لجنوب أفريقيا.